# Buffalo Soldier (singolo)
Buffalo Soldier è un singolo di Bob Marley & the Wailers, scritto da Bob Marley ed N.G. Williams, estratto dall'album postumo Confrontation del 1983.
La canzone parla di un fatto storico, quello di quattro reggimenti dell'esercito statunitense, composti esclusivamente di soldati e sottufficiali neri. Essi, alla fine del XIX secolo,  sotto il comando dei bianchi, sono stati reclutati per fare la guerra agli indiani. Tali soldati vennero soprannominati dagli indiani appunto buffalo soldiers.

## Classifiche
| Classifica (1983) | Posizione massima |
| ----------------- | ----------------- |
| Austria           | 14                |
| Francia           | 19                |
| Irlanda           | 4                 |
| Norvegia          | 10                |
| Nuova Zelanda     | 3                 |
| Regno Unito       | 4                 |